# 18 de fevereiro
18 de fevereiro é o 49.º dia do ano no calendário gregoriano. Faltam 316 dias para acabar o ano (317 em anos bissextos).

## Eventos históricos

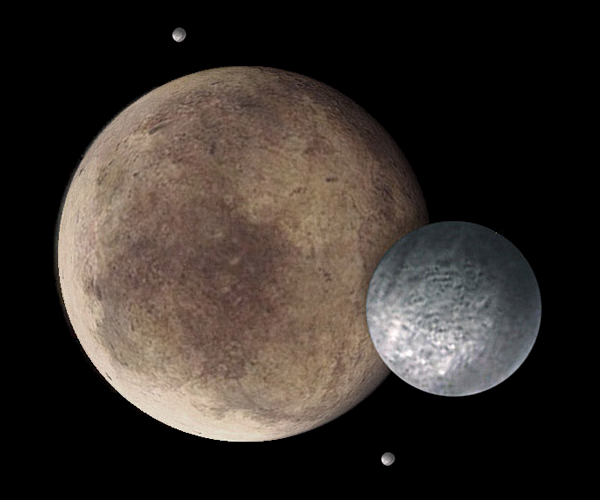
1930: Clyde Tombaugh descobre Plutão

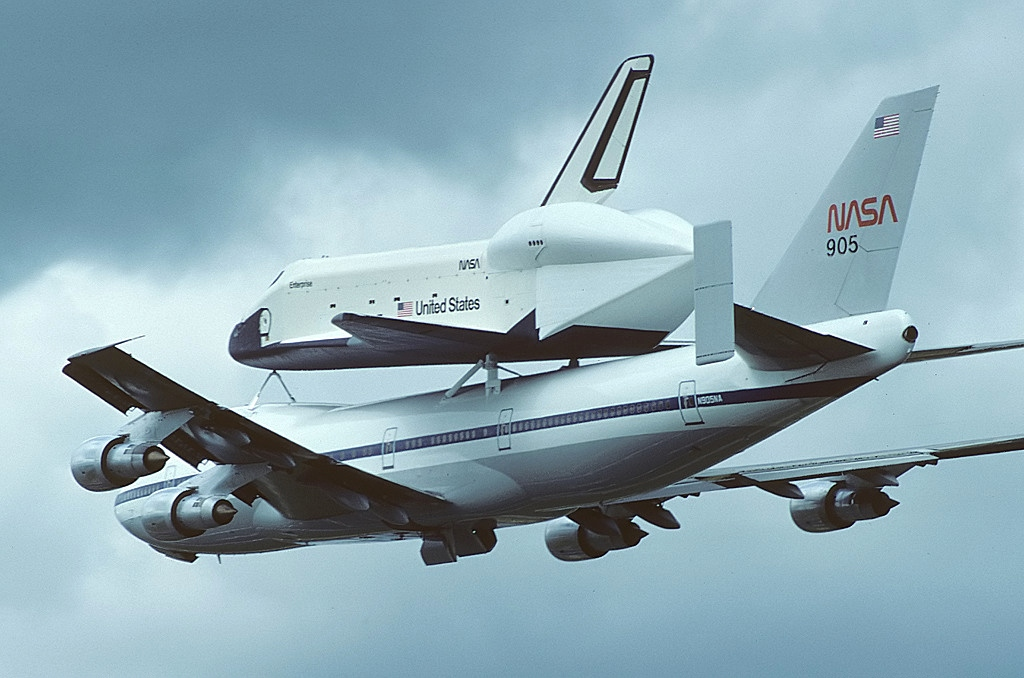
1977: Veículo de teste do Enterprise é transportado em seu primeiro "voo" no topo de um Boeing 747

- 3102 a.C. - Kali Yuga, o quarto e último yuga do hinduísmo, começa com a morte de Críxena.[1]
- 1229 — Sexta Cruzada: Frederico II do Sacro Império Romano-Germânico (atual Alemanha) assina uma trégua de dez anos com o sultão Camil do Egito, recuperando Jerusalém, Nazaré e Belém sem confrontos militares e sem o apoio do papado.
- 1330 — Filipa de Hainault, esposa de Eduardo III, é coroada rainha consorte de Inglaterra na Abadia de Westminster.
- 1332 — Ámeda-Sion I, imperador da Etiópia inicia suas campanhas nas províncias muçulmanas do sul.
- 1478 — Jorge Plantageneta, duque de Clarence, condenado por traição contra seu irmão mais velho, Eduardo IV da Inglaterra, é executado em particular na Torre de Londres.
- 1637 — Guerra dos Oitenta Anos: na costa da Cornualha, Inglaterra, uma frota espanhola intercepta um importante comboio mercantil anglo-holandês de 44 navios escoltados por seis navios de guerra, destruindo ou capturando 20 deles.[2]
- 1665 — Após terem assinado um acordo em Pangim, em 14 ou 17 de janeiro, os ingleses tomam formalmente posse da ilha de Bombaim, marcando o fim do domínio português sobre aquela região.
- 1772 — É fundada a Academia Científica do Rio de Janeiro.
- 1781 — Quarta Guerra Anglo-Holandesa: o capitão Thomas Shirley começa sua expedição contra os postos coloniais holandeses na Costa do Ouro da África (atual Gana).[3]
- 1797 — Guerras revolucionárias francesas: Sir Ralph Abercromby e uma frota de 18 navios de guerra britânicos invadem Trinidad.
- 1808 — Príncipe-regente Dom João Maria de Bragança, cria a Escola de Cirurgia da Bahia (atual Faculdade de Medicina da Bahia da Universidade Federal da Bahia).
- 1821 — D. João VI expede decreto que convoca os procuradores das cidades tanto do Reino do Brasil como das Ilhas dos Açores, Madeira e Cabo Verde, para tratar de leis constitucionais. Primeira convocação oficial de uma representação política no território brasileiro.[4]
- 1834 — Guerra Civil Portuguesa: travada a Batalha de Almoster, ganha pelos Liberais.
- 1861
  - Com a unificação italiana quase completada, Vítor Emanuel II do Piemonte, Saboia e Sardenha assume o título de Rei da Itália.
  - Guerra Civil dos Estados Unidos: no Alabama, Jefferson Davis é empossado como presidente provisório dos Estados Confederados da América.
- 1873 — O líder revolucionário búlgaro Vasil Levski é executado por enforcamento em Sofia pelas autoridades otomanas.
- 1878 — Velho Oeste: tem início a Guerra do Condado de Lincoln na região do Novo México, Estados Unidos.
- 1885 - As Aventuras de Huckleberry Finn, do escritor estadunidense Mark Twain, são publicadas nos Estados Unidos.[5]
- 1900 — Segunda Guerra dos Bôeres: as forças imperiais britânicas sofrem sua pior perda de efetivos em único dia, 800 feridos e 280 mortos, no primeiro dia da Batalha de Paardeberg.[6]
- 1915 — Primeira Guerra Mundial: a Marinha Imperial Alemã institui guerra submarina irrestrita nas águas ao redor da Grã-Bretanha e Irlanda.[7]
- 1930 — Ao estudar fotografias tiradas em janeiro, o astrônomo Clyde Tombaugh descobre Plutão.
- 1932 — Império do Japão declara o Estado fantoche de Manchukuo (o nome chinês obsoleto para Manchúria) independente da República da China e instala o antigo imperador chinês Aisin-Gioro Pu Yi como Chefe do Executivo do Estado.
- 1938 — Segunda Guerra Sino-Japonesa: durante o Massacre de Nanquim, o Comitê Internacional da Zona de Segurança de Nanquim é renomeado "Comitê Internacional de Resgate de Nanquim" e é desfeita a zona de segurança em vigor para os refugiados.
- 1942 — Segunda Guerra Mundial:
  - O navio brasileiro Olinda é torpedeado ao largo da costa leste dos Estados Unidos.
  - Exército imperial japonês começa o extermínio sistemático de elementos supostamente hostis entre a população étnica chinesa de Singapura.
- 1943 — Segunda Guerra Mundial:
  - Nazistas prendem os membros do movimento Rosa Branca.
  - Joseph Goebbels profere seu Discurso de Sportpalast em Berlim, fazendo um apelo à guerra total.
- 1946 – Os marinheiros da Marinha Real Indiana se amotinam no porto de Bombaim, de onde a ação se espalha pelas Províncias da Índia Britânica, envolvendo 78 navios, vinte estabelecimentos costeiros e 20 000 marinheiros.[8]
- 1947 — Primeira Guerra da Indochina: os franceses obtêm o controle total de Hanói depois de forçar o Viet Minh a se retirar para as montanhas.
- 1952 — Adesão de Grécia e Turquia à Organização do Tratado do Atlântico Norte.
- 1954 — Fundação da primeira Igreja de Cientologia em Los Angeles, Estados Unidos.
- 1962 — Fundação do Partido Comunista do Brasil.
- 1965 — Gâmbia torna-se independente do Reino Unido.
- 1974 — Criação do Banco Árabe para o Desenvolvimento Econômico da África.
- 1977 — Veículo de teste do ônibus espacial Enterprise é transportado em seu primeiro "voo" no topo de um Boeing 747.
- 1980 — Fundação do Núcleo Amador de Investigação Arqueológica de Afife.
- 2001 — Conflito de Sampit: a violência interétnica entre dayaks e madureses irrompe em Sampit, Calimantã Central, Indonésia, resultando em mais de 500 mortes e 100 000 madureses removidos de suas casas.
- 2003 — Cerca de 200 pessoas morrem no incêndio no metrô de Daegu, na Coreia do Sul.
- 2004 — Até 295 pessoas, incluindo quase 200 equipes de resgate, morrem perto de Nishapur, no Irã, quando um trem de carga desgovernado que transportava enxofre, gasolina e fertilizantes pega fogo e explode.
- 2010
  - WikiLeaks publica o primeiro de centenas de milhares de documentos confidenciais divulgados pelo soldado transexual Bradley Manning, agora conhecido como Chelsea Manning.
  - Junta militar assume o poder no Níger após depor o governo civil.
- 2014 — Pelo menos 76 pessoas morrem e centenas ficam feridas em confrontos entre policiais e manifestantes contrários ao governo em Kiev, na Ucrânia.
- 2018 — Voo Aseman Airlines 3704 cai na Cordilheira de Zagros, no Irã, matando as 65 pessoas a bordo.
- 2021 — Perseverance, um astromóvel marciano projetado para explorar a cratera Jezero em Marte, como parte da missão Marte 2020 da NASA, pousa com sucesso.
- 2023 — Enchentes e deslizamentos de terra no litoral do estado brasileiro de São Paulo causam mais de 50 mortes e deixam vários municípios em estado de emergência.

## Nascimentos

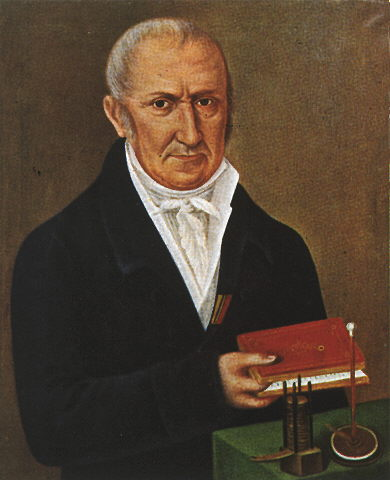
Alessandro Volta

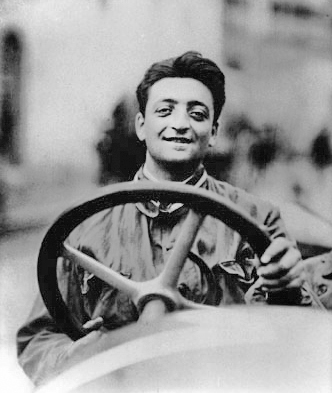
Enzo Ferrari

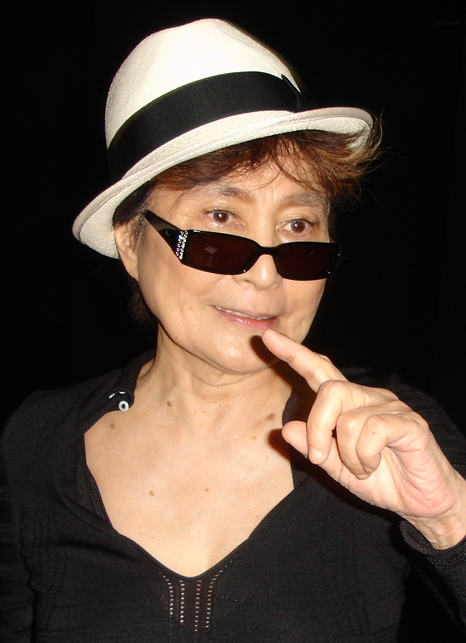
Yoko Ono

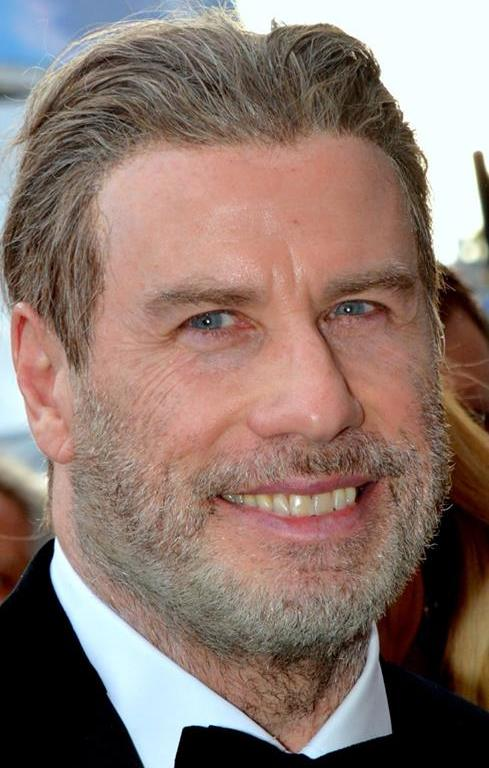
John Travolta

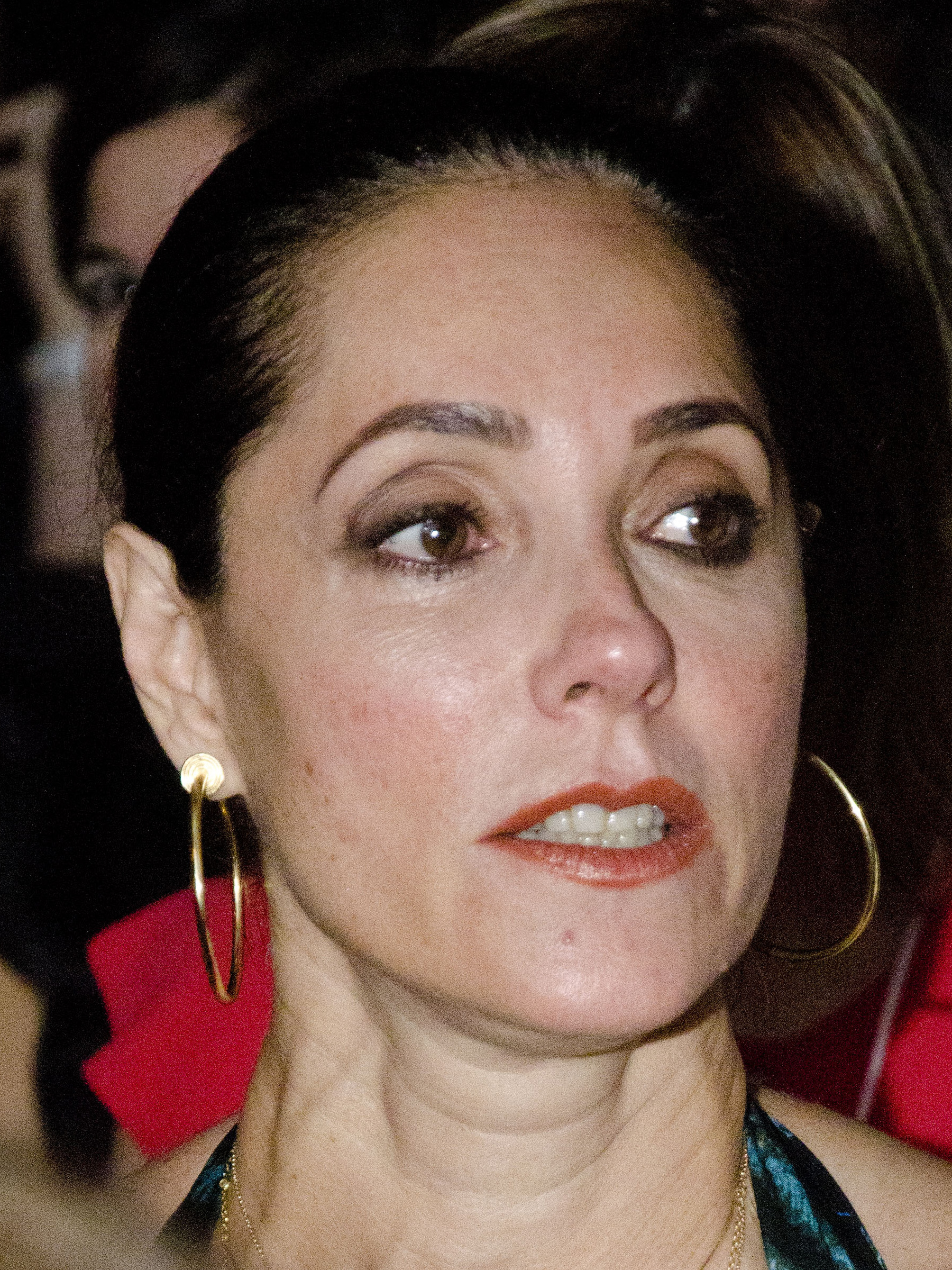
Christiane Torloni

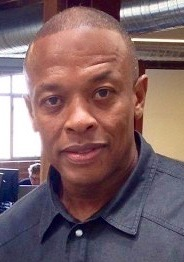
Dr. Dre

### Anterior ao século XIX
- 1201 — Naceradim de Tus, cientista e escritor persa (m. 1274).
- 1404 — Leon Battista Alberti, arquiteto, teórico de arte e humanista italiano (m. 1472).
- 1516 — Maria I da Inglaterra (m. 1558).
- 1530 — Uesugi Kenshin, daimiô japonês (m. 1578).
- 1543 — Carlos III da Lorena (m. 1608).
- 1559 — Isaac Casaubon, filólogo e estudioso suíço (m. 1614).
- 1605 — Abraham Ecchellensis, filósofo e linguista libanês (m. 1664).
- 1609 — Eduardo Hyde, 1.º Conde de Clarendon, historiador e político inglês (m. 1674).
- 1626 — Francesco Redi, médico italiano (m. 1697).
- 1632 — Giovanni Battista Vitali, violinista e compositor italiano (m. 1692).
- 1658 — Charles-Irénée Castel de Saint-Pierre, filósofo e escritor francês (m. 1743).
- 1677 — Jacques Cassini, astrônomo e geodesista francês (m. 1756).
- 1745 — Alessandro Volta, físico italiano (m. 1827).
- 1751 — Adolf Ulrik Wertmüller, pintor sueco (m. 1811).

### Século XIX
- 1808 — António Alves Martins, religioso e político português (m. 1882).
- 1836 — Ramakrishna, líder religioso indiano (m. 1886).
- 1838 — Ernst Mach, físico e filósofo austríaco (m. 1916).
- 1844 — Hajime Saitou, militar japonês (m. 1915).
- 1848 — Louis Comfort Tiffany, artista de vitrais americano (m. 1933).
- 1849 — Alexander Kielland, escritor, dramaturgo e político norueguês (m. 1906).
- 1850 — George Henschel, cantor, compositor, pianista e maestro teuto-britânico (m. 1934).
- 1855
  - Jean Jules Jusserand, historiador, escritor e diplomata francês (m. 1932).
  - Marie Stritt, feminista e sufragista alemã (m. 1928).
- 1857 — Max Klinger, pintor e escultor alemão (m. 1920).
- 1860 — Anders Zorn, artista sueco (m. 1920).
- 1882 — Honorina de Abreu, carmelita brasileira (m. 1959).
- 1883 — Níkos Kazantzákis, filósofo, escritor e dramaturgo grego (m. 1957).
- 1885 — Henri Laurens, escultor e ilustrador francês (m. 1954).
- 1889 — Roberto Simonsen, engenheiro e político brasileiro (m. 1948).
- 1890 — Adolphe Menjou, ator norte-americano (m. 1963).
- 1892 — Wendell Willkie, capitão, advogado e político americano (m. 1944).
- 1894 — Omar O'Grady, engenheiro e político brasileiro (m. 1985).
- 1896 — Li Linsi, educador e diplomata chinês (m. 1970).
- 1898 — Enzo Ferrari, automobilista e empresário italiano (m. 1988).
- 1899 — António Aleixo, poeta português (m. 1949).

### Século XX e XXI

#### 1901–1950
- 1903 — Nikolai Podgorny, engenheiro e político ucraniano (m. 1983).
- 1905 — Queenie Leonard, atriz britânica (m. 2002).
- 1906 — Hans Asperger, pediatra e acadêmico austríaco (m. 1980).
- 1913 — Manuel de Nóbrega, radialista, empresário, jornalista, ator, humorista, compositor e político brasileiro (m. 1976).
- 1919 — Jack Palance, boxeador e ator norte-americano (m. 2006).
- 1921 — Mary Amdur, toxicologista e pesquisadora de saúde pública americana (m. 1998).
- 1922 — Helen Gurley Brown, jornalista e escritora americana (m. 2012).
- 1923 — Allan Melvin, ator norte-americano (m. 2008).
- 1925 — George Kennedy, ator americano (m. 2016).
- 1929 — Len Deighton, historiador e escritor britânico.
- 1931
  - Odetinha, estudante e religiosa brasileira (m. 1939).
  - Toni Morrison, romancista e editora norte-americana (m. 2019).
- 1932 — Miloš Forman, ator, diretor e roteirista tcheco-americano (m. 2018).
- 1933
  - Yoko Ono, artista, autora e ativista da paz japonesa.
  - Vincenzo Consolo, escritor italiano (m. 2012).
  - Bobby Robson, futebolista britânico (m. 2009).
- 1938 — István Szabó, diretor de cinema húngaro.
- 1939 — Marlos Nobre, compositor erudito brasileiro (m. 2024).
- 1940 — Fabrizio De André, cantor, compositor e violonista italiano (m. 1999).
- 1944 — DeRose, escritor e empresário brasileiro.
- 1945
  - Edir Macedo, religioso e empresário brasileiro.
  - Neusa Maria Faro, atriz brasileira (m.2023).
- 1947
  - Carlos Alberto de Sousa Lopes, ex-atleta português.
  - Cristina dos Países Baixos (m. 2019).
- 1950
  - John Hughes, diretor, produtor e roteirista norte-americano (m. 2009).
  - Cybill Shepherd, atriz norte-americana.

#### 1951–2000
- 1951 — Isabel Preysler, jornalista filipino-espanhola.
- 1952
  - Randy Crawford, cantora de jazz e R&B americana.
  - Juice Newton, cantora, compositora e violonista norte-americana.
- 1954 — John Travolta, ator, cantor e produtor norte-americano.
- 1957
  - Christiane Torloni, atriz brasileira.
  - Marita Koch, velocista alemã.
- 1958 — Giovanni Lavaggi, automobilista italiano.
- 1960 — Greta Scacchi, atriz ítalo-australiana.
- 1961 — Hironobu Kageyama, cantor japonês.
- 1962 — Scott Kalitta, piloto norte-americano de dragsters (m. 2008).
- 1963 — Grzegorz Schetyna, político polonês.
- 1964
  - Gilmar Popoca, ex-futebolista brasileiro.
  - Matt Dillon, ator americano.
- 1965 — Dr. Dre, rapper e produtor musical norte-americano.
- 1967
  - Roberto Baggio, ex-futebolista italiano.
  - Colin Jackson, velocista britânico.
  - Marco Aurélio, ex-futebolista brasileiro.
- 1968 — Molly Ringwald, atriz norte-americana.
- 1970 — Massimo Taibi, ex-futebolista italiano.
- 1971 — Vimerson Cavanillas, ator e cantor brasileiro.
- 1973
  - Claude Makélélé, ex-futebolista francês.
  - Irina Lobacheva, ex-patinadora artística russa.
- 1974
  - Julia Butterfly Hill, ambientalista e escritora americana.
  - Yevgeny Kafelnikov, ex-tenista russo.
  - Radek Černý, ex-futebolista tcheco.
  - Daniel Kenedy, ex-futebolista português.
  - Ronaldo Guiaro, ex-futebolista brasileiro.
  - Stephen Watson, automobilista sul-africano.
- 1975 — Gary Neville, ex-futebolista britânico.
- 1977 — Kátia Cilene, futebolista brasileira.
- 1978
  - Josip Šimunić, futebolista croata.
  - Rubén Xaus, motociclista espanhol.
- 1980
  - Regina Spektor, cantora e compositora russa.
- 1981 — Kamasi Washington, saxofonista de jazz norte-americano.
- 1982
  - Saulo, futebolista brasileiro.
  - Christian Tiffert, futebolista alemão.
  - Douglas, futebolista brasileiro.
- 1983
  - Priscila Fantin, atriz brasileira.
  - Jermaine Jenas, futebolista britânico.
  - Tyrone Mears, futebolista britânico.
  - Roberta Vinci, tenista italiana.
- 1984 — Idriss Kameni, futebolista camaronês.
- 1985
  - Jos van Emden, ciclista neerlandês.
  - Anton Ferdinand, futebolista britânico.
  - Juan Diego González-Vigil, futebolista peruano.
- 1986
  - Vika Jigulina, cantora, produtora, DJ e compositora romena.
  - Wanderson, futebolista brasileiro.
  - Marc Torrejón, futebolista espanhol.
- 1987 — Michela Cerruti, automobilista italiana.
- 1988
  - Maiara Walsh, atriz norte-americana.
  - Bibras Natkho, futebolista israelense.
  - Antonio Veić, tenista croata.
  - Max Changmin, cantor, dançarino e ator sul-coreano.
- 1989 — Alexei Ionov, futebolista russo.
- 1990 — Park Shin-hye, atriz e cantora sul-coreana.
- 1991
  - Malese Jow, atriz e cantora norte-americana.
  - Henry Surtees, automobilista britânico (m. 2009).
- 1994
  - Tati Zaqui, cantora brasileira.
  - J-Hope, rapper, dançarino e compositor sul-coreano.
- 1995
  - Mikhail Kolyada, patinador artístico russo.
  - Nathan Aké, futebolista neerlandês.
- 1996 — Milan Vader, ciclista neerlandês.
- 1998 — Ángelo Preciado, futebolista equatoriano.
- 2000 — Giacomo Raspadori, futebolista italiano.

### Século XXI
- 2001 — Jaime Jaquez Jr., jogador de basquete americano.
- 2002 — Gonzalo Tapia, futebolista chileno.

## Mortes

### Anterior ao século XIX
- 0814 — Angilberto, monge e diplomata franco (n. 760).
- 0901 — Tabite ibne Curra, astrônomo e médico árabe (n. 826).
- 0999 — Papa Gregório V (n. 972).
- 1162 — São Teotónio, religioso português (n. 1082).
- 1294 — Kublai Khan, imperador mongol (n. 1215).
- 1379 — Alberto II, Duque de Mecklemburgo (n. 1318).
- 1397 — Enguerrando VII de Coucy, nobre francês (n. 1340).
- 1455 — Fra Angelico, padre e pintor italiano (n. 1387).
- 1478 — Jorge, Duque de Clarence (n. 1449).
- 1502 — Edviges Jagelão, duquesa da Baviera (n. 1457).
- 1535 — Heinrich Cornelius Agrippa von Nettesheim, mágico, astrólogo e teólogo alemão (n. 1486).
- 1546 — Martinho Lutero, padre e teólogo alemão (n. 1483).
- 1564 — Michelangelo, pintor, escultor e arquiteto italiano (n. 1475).
- 1645 — Richard Baker, político inglês (n. 1568).
- 1683 — Nicolaes Berchem, pintor neerlandês (n. 1620).
- 1712 — Luís, Duque da Borgonha, nobre francês (n. 1682).
- 1722 — Carlota Amália de Hesse-Wanfried, princesa da Transilvânia (n. 1679).
- 1743 — Ana Maria Luísa de Médici, nobre italiana (n. 1667).

### Século XIX
- 1851 — Carl Gustav Jakob Jacobi, matemático e acadêmico alemão (n. 1804).
- 1873 — Vasil Levski, ativista búlgaro (n. 1837).
- 1875 — Fagundes Varella, poeta brasileiro (n. 1841).
- 1880 — Nikolai Zinin, químico orgânico russo (n. 1812).
- 1890 — Gyula Andrássy, estadista húngaro (n. 1823).
- 1893 — Gerson Bleichröder, banqueiro alemão (n. 1822).

### Século XX
- 1915 — Frank James, soldado e criminoso americano (n. 1843).
- 1925 — James Lane Allen, escritor norte-americano (n. 1849).
- 1933 — James J. Corbett, boxeador e ator americano (n. 1866).
- 1949 — Niceto Alcalá-Zamora, político espanhol (m. 1877).
- 1956 — Gustave Charpentier, compositor francês (n. 1860).
- 1957 — Henry Norris Russell, astrônomo, astrofísico e acadêmico americano (n. 1877).
- 1967 — Robert Oppenheimer, físico e acadêmico norte-americano (n. 1904).
- 1969 — Dragiša Cvetković, advogado e político sérvio (n. 1893).
- 1971 — Jaime de Barros Câmara, cardeal brasileiro (n. 1894).
- 1977 — Andy Devine, ator americano (n. 1905).
- 1981 — John Northrop, engenheiro e empresário americano (n. 1895).
- 1986 — Nelson Cavaquinho, compositor, cantor e instrumentista brasileiro (n. 1911).
- 1989
  - Anísio Silva, compositor, cantor e instrumentista brasileiro (n. 1920).
  - Mãe Mirinha do Portão, camdombleísta brasileira (n. 1924).

### Século XXI
- 2001
  - Balthus, pintor e ilustrador polonês-suíço (n. 1908).
  - Dale Earnhardt, automobilista estadunidense (n. 1951).
- 2002 — Gabriel Mariano, juiz, poeta e ensaísta cabo-verdiano (n. 1928).
- 2004 — Jean Rouch, diretor de cinema francês (n. 1917).
- 2005 — Harald Szeemann, curador de artes e historiador suíço (n. 1933).
- 2006 — Laurel Hester, policial e ativista estadunidense (n. 1956).
- 2007 — Juan "Pachín" Vicéns, basquetebolista porto-riquenho (n. 1933).
- 2008 — Alain Robbe-Grillet, escritor francês (n. 1922).
- 2009
  - Kamila Skolimowska, atleta polonesa (n. 1982).
  - Tayeb Salih, escritor sudanês (n. 1929).
- 2010
  - Ivan de Sousa Mendes, general brasileiro (n. 1922).
  - Ariel Ramírez, compositor e diretor musical argentino (n. 1921).
  - Erwin Bachmann, oficial alemão (n. 1921).
- 2014 — Mavis Gallant, escritor e dramaturgo franco-canadense (n. 1922).
- 2016  — Paul Gordon, músico norte-americano (n. 1963).
- 2021 — Telmo de Lima Freitas, cantor e compositor brasileiro de música regional gaúcha (n. 1933).
- 2024 — Abílio Diniz, empresário e administrador brasileiro (n. 1936).

## Feriados e eventos cíclicos

### Brasil
- Dia Nacional do Combate ao Alcoolismo
- Aniversário do Município de Peruíbe, São Paulo
- Aniversário do Município de Salmourão, São Paulo
- Aniversário do Município de Itapevi, São Paulo
- Aniversário do Município de Embu das Artes, São Paulo
- Aniversário do Município de Piratuba, Santa Catarina
- Aniversário do Município de Nisia Floresta, Rio Grande do Norte
- Aniversário do Município de Ipixuna, Amazonas

### Portugal
- Feriado municipal de Valença

### Cristianismo
- Angilberto
- Constança de Roma
- Flaviano de Constantinopla
- Fra Angelico
- Francisco Regis Clet
- Simeão de Jerusalém
- Tarásio de Constantinopla
- Teotónio de Coimbra

## Outros calendários
- No calendário romano era o 12º dia (XII) antes das calendas de março.
- No calendário litúrgico tem a letra dominical G para o dia da semana.
- No calendário gregoriano a epacta do dia é xi.